# Gozdanin (województwo dolnośląskie)
Gozdanin (niem. Lauterbach) – wieś w Polsce położona w województwie dolnośląskim, w powiecie zgorzeleckim, w gminie Zgorzelec.

## Położenie
Gozdanin to niewielka wieś leżąca na Pogórzu Izerskim, we wschodniej części Równiny Zgorzeleckiej, na wysokości około 230–240 m n.p.m.

## Podział administracyjny
W latach 1975–1998 miejscowość administracyjnie należała do województwa jeleniogórskiego.

## Zabytki
Do wojewódzkiego rejestru zabytków wpisany jest:
- park, z XVI-XIX w.